# Vzhodnorimske zastave in simboli
Za večino časa svojega obstoja vzhodnorimsko cesarstvo ni uporabljalo plemiške fevdalne heraldike, kot v zahodnoevropskih državah. Namesto tega so uporabljali številne državne zastave (simaia (Grško: σημεία)), in simbole upodobljene na ščitih, emblemih ter vojaških praporih. Najpogosteje upodobljeni simboli so bili labarum (Kristogram XP), monogram IX (krščanska riba) ter križ. Pogosti so bili tudi prapori z izvezeno upodobitvijo svetnikov ter nadangelov ter pečati z upodobitvami križa, cesarja, Kristusa ali osebnega monograma posameznega državnega uradnika ali plemiča.

## Cesarska simbolika

### Orli
Enoglavi starorimski orel je bil v rabi v zgodnjih stoletjih vzhodnorimske države. Legionarski nosilec orla - aquilifer (Grško: ὀρνιθόβορας) je atestiran v Mavrikijevem Strategikonu poznega 6. stoletja, ko je bila vzhodnorimska vojska še organizirana v legijskem sistemu. Enoglavi orel je bil kot simbol v glavnem ukinjen iz redne rabe po 7. stoletju, a se še pojavlja v pečatih državnih uradnikov in kamnitih reliefih 10. in 11. stoletja. Enoglavi orel je tudi priljubljen okras oblačil v poznejših stoletjih.
Poseben simbol, ki ga danes pogosto označujemo z vzhodnorimskim imperijem pa je dvoglavi orel. Izhaja iz antične simbolike Hetitov v predrimski Anatoliji, grško-rimski simbol je domnevno postal, ko so ga Komneni v 11. stoletju prekopirali iz Hetitskega reliefa v domači Paflagoniji. Dvoglavi orel se je pojavljal kot dekorativni motiv in v začetku ni imel vloge državnega simbola. Priljubljen je postal tudi v sosednjih islamskih kraljestvih v Mezopotamiji in vzhodni Anatoliji. Državni simbol je postal v poznem 13. stoletju, ko je dinastija Palaiologov osvobodila vzhodnorimsko državo izpod križarske okupacije.
Palaiologi so uvedli dvoglavi orel kot svoj družinski simbol, večinoma je bil ta motiv uporabljen na oblačilih, pečatih in insignijah poznega obdobja države. Edini primer, ko je bil dvoglavi orel upodobljen na zastavi je na osebni ladji cesarja; v ostalih primerih pa so na zastavah uporabljali druge motive. Dvoglavi orel so po vzoru vzhodnorimskega imperija do 14. stoletja uvedli v vseh pravoslavnih balkanskih državah, in tudi v zahodnoevropskem rimsko-nemškem cesarstvu. L. 1472 je dvoglavi orel postal tudi simbol Rusije.

### Tetragramatični križ
Značilen simbol je križ, ki ga obdajajo štiri polja, v katerem so upodobljeni različni simboli. Tovrsten križ je bil v rabi od srednjega obdobja države. Najpogosteje so v polja ki jih razdeli križ upodabljali štiri zvezde, štiri manjše križe, napise in posamezne črke.
Med bolj znane tetragramatične križe sodi vzhodnorimski križ iz 9. stoletja obdan s štirimi zvezdami, križ z napisom TOY TW NIKA ("v tem boš zmagal"), in križi drugih pravoslavnih držav, ki so svojo simboliko oblikovale po vzoru vzhodnorimske: srbski križ, in gruzijski križ s štirimi manjšimi križi. Križ s štirimi B-ji (BBBB) je v poznem obdobju imperija postal uradna državna zastava (simaia ali flamonolon).

### Kristogram
Najbolj tipski in legendaren iz vzhodnorimskih simbolov, ki je imel vlogo državnega simbola skozi vso zgodovino države je Kristusov prapor (labarum) ali Kristogram (začetnica Kristusovega imena).
Prvič je bil simbol uporabljen v času vladavine cesarja Konstantina, ki se mu je simbol po legendi prikazal na nebu v času bojnega pohoda. Domnevno je šlo za padec nebesnega telesa, ki je na nebu pustil sled v obliki Kristusovih začetnic. Cesar, ki je bil po veroizpovedi grško-rimski politeist, je na pobudo svojega krščanskega svetovalca ukazal, naj vojaki na svoje ščite in praporje upodobijo videni Kristogram, saj bodo "pod tem znamenjem zmagali".
Konstantin je res zmagal v državljanski vojni takrat še enotnega rimskega imperija, labarum ali Kristogram pa je postal državni simbol države, ko je ta sprejela krščansko vero. Simbol je imel legendaren pomen, ki naj bi predstavljal poduhovljen simbol "bogovega imperija na zemlji". Po sprejetju krščanstva so v rimskem imperiju verjeli, da so država izbrana za to, da po dolgoletni zmoti politeizma uveljavijo vrednote desetih božjih zapovedi in Kristusovega nauka.

### Monogram IX
Na videz podoben Kristogramu, monogram IX pomeni krščanski koncept ribe. Pogosto je upodobljen na triumfalnih stebrih ali fasadah vzhodnorimskih cerkva ter reliefih.

### Polmesec in zvezda
Polmesec in zvezda je simbol, ki ima zelo dolgo zgodovino; uporabljali so ga že Sumerci v 2. tisočletju pr. n. št., zatem Pontski Grki in Perzijci v 2. stoletju pr. n. št. Priljubljen je postal tudi v vzhodnorimskem imperiju, kjer je bil rabljen zelo pogosto. Po osvojitvi Carigrada je simbol postal glavni prepoznavni znak islamskega sveta, pred tem pa je služil kot simbol mesta in mestne komune vzhodnorimskega Konstantinopla.

## Osebna in družinska simbolika
V vzhodnorimskem imperiju niso poznali fevdalizma in fevdalne heraldike kot v zahodni Evropi. Najvplivnejše družine so uporabljale skupno državno simboliko v svojih dokumentih in pogodbah, identificirali pa so se z osebnimi ali družinskimi monogrami (posebnimi stiliziranimi pečatnimi podpisi v obliki začetnic svojega priimka ali imena).

## Vojaške zastave in simbolika
Med 4. in 7. stoletjem je bila v rabi simbolika podobna kot v antičnem Rimu, orel aquilla, kvadratni prapor vexillum. Razširjena je bila tudi uporaba zastave na drogu z zmajevo glavo (draco). Mavrikijev strategikon v poznem 6. stoletju opisuje dva glavna tipa vojaške zastave - flamulon (majhen ogenj), in bandon manjši flamuloni so bili dekorativni kosi tkanine na kopjih konjenikov, ki jih v Strategikonu priporočajo odstraniti s kopij pred pričetkom bitke. Bandon je bila večja vojaška zastava, ki je bila kvadratne oblike in je imela dva dolga traka tkanine na zgornjem in spodnjem robu. Na takšno zastavo so navadno upodobili podobo križa ali vojaškega svetnika; služila je kot prapor vojaškega otreda.
Bandoni so imeli do osem trakov tkanine in pogosto bili velikih razsežnosti. V Strategikonu piše, da mora biti v primeru prisotnosti cesarja ali vojaškega magistra na bojnem polju njihov bandon še opaznejši od strategovega (generalovega). Barva bandona in njegovih trakov je označevala kakšno vlogo ima določena enota na bojišču in kje je njeno mesto v vojaški hierarhiji.
V 10. stoletju je postal kovinski križ zelo priljubljen kot vrhnji okras praporjev namesto kopja ali labaruma. Ta je bil pogosto umetelno oblikovan ali pozlačen. V času cesarja Nikeforja II Fokasa (963 - 969), znanega kot "bledne smrti Saracenov", so bili v bitkah uporabljeni veliki zlati križi okrašeni z dragimi kamni uporabljeni na drogih vexillumov. Križi so bili upodobljeni tudi na platnenih bandonih. V vojaških triumfih po vrnitvi cesarske vojske z bojnega pohoda so v procesijah pogosto nosili dele "pravega križa", na katerem naj bi križali Jezusa Kristusa.

## Ceremonialna simbolika
Od 6. stoletja naprej so v vzhodnorimskem imperiju uvedli tudi druge simbole, ki so podrobno opisani v delu 10. stoletja De Ceremoniis in so jih večinoma uporabljali v civilnih procesijah. Te simbole so nosili tudi na bojno polje, a zaradi njihove legendarne vrednosti le v zelo redkih primerih. Ko niso bili v rabi, so jih hranili v različnih cerkvah Konstantinopla kot svete predmete.
To so bili umetelno izdelani cesarski praporji (flamula) z zlatimi drogovi in kakovostne svilene zastave izvezeni z zlatimi okrasji. Znani so bili tudi žezlom podobni miniaturni zlati veksilumi pod skupnim imenom Romeika skeptra (rimski skeptri), in eutihija, zlati drog, ki je nosil upodobitev boginje zmage.
Druga skupina teh ceremonialnih predmetov legendarne vrednosti so stari vojaški praporji, ki so jih v vojski podedovali iz generacije v generacijo. Med njimi so bili laboura (stari labarumi) kampediktouria (kovinske šibe legionarskih vojaških učiteljev - kampiduktorjev), signa in drakontija (zmajski praporji).